# 1958 في كولومبيا
فيما يلي قوائم الأحداث التي وقعت خلال عام 1958 في كولومبيا.

## سياسة

### تعيين في المنصب
- 7 أغسطس – ألبرتو ليراس كامارغو رئيس كولومبيا.

### انتهاء فترة المنصب
- 7 أغسطس – غابرييل باريس غورديلو رئيس كولومبيا.

## رياضة
- 1 يناير – الدوري الكولومبي لكرة القدم 1958 الفائز إنديبنديينتي سانتا في.

## مواليد

### يناير
- 1 يناير – ألفونسو كارفاغال كاتب كولومبي.
- 1 يناير – جيراردو رييس صحفي كولومبي.
- 1 يناير – دوريس سالسيدو
- 11 يناير – دييغو ليون مونتويا سانشيز مهرب مخدرات كولومبي.

### مارس
- 14 مارس – لويس هيرناندو غوميز مهرب مخدرات كولومبي.

### يونيو
- 22 يونيو – سيرجيو جاراميلو متسابق دراجات كولومبي.

### أغسطس
- 28 أغسطس – ألونسو زاباتا لاعب شطرنج كولومبي.

### سبتمبر
- 11 سبتمبر – ميغيل أفيلا لاعب كرة قدم أمريكي.

### نوفمبر
- 16 نوفمبر – روبرتو غيريرو سائق سيارة سباق كولومبي.

## وفيات

### ديسمبر
- 20 ديسمبر – كلارا تومسون (مواليد 1893) نفسانية من الولايات المتحدة الأمريكية.